# Вилабела (Алесандрија)
Вилабела (итал. Villabella) је насеље у Италији у округу Алесандрија, региону Пијемонт.
Према процени из 2011. у насељу је живело 253 становника. Насеље се налази на надморској висини од 117 м.